# Excidobates mysteriosus
Espèce
Synonymes
- Dendrobates mysteriosus Myers, 1982

Statut de conservation UICN

 EN B1ab(iii) : En danger
Statut CITES
Excidobates mysteriosus est une espèce d'amphibiens de la famille des Dendrobatidae.

## Répartition et habitat
Cette espèce est endémique de la région de Cajamarca au Pérou. Elle se rencontre entre 900 et 1 100 m d'altitude dans la cordillère du Condor.
Cette espèce vit dans les phytotelmes.

## Description

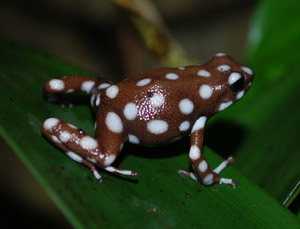
Excidobates mysteriosus

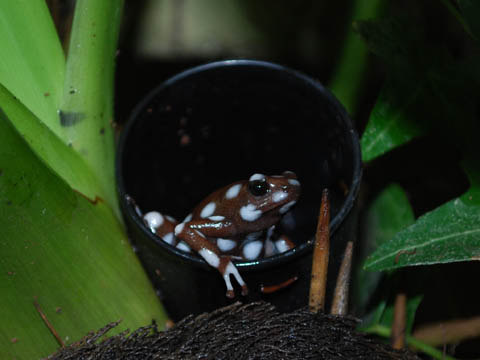
Excidobates mysteriosus

Excidobates mysteriosus mesure de 27 à 29 mm.

## Publication originale
- Myers, 1982 : Spotted poison frogs : descriptions of three new Dendrobates from western Amazonia and resurrection of a lost species from "Chiriqui". American Museum novitates, no 2721, p. 1-23 (texte intégral).